# Erich W. Gardemann
Erich Gardemann (1907-1979) fue un diplomático alemán, que representó al Ministerio de Relaciones Exteriores del Tercer Reich en la España de Francisco Franco.
Durante los inicios de la Segunda Guerra Mundial la actividad diplomática y de espionaje fue incesante en España. Las embajadas inglesa o alemana, principalmente, eran hervideros de información e intriga por descubrir si España iba a participar o no en la incipiente contienda y, en caso afirmativo, apoyando a qué bando.
Uno de los muchos personajes que formaron parte de ese entramado diplomático, político y militar fue Erich Gardemann. Fue el hombre enviado por Joachim von Ribbentrop, Ministro de Asuntos Exteriores de Hitler, para que le facilitara información de primera mano acerca de las intenciones de Franco respecto a su entrada en la guerra.

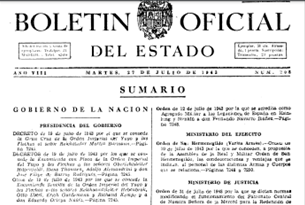
Condecoración recibida por Erich Gardemann

## Biografía
Nacido en 1907 en Alemania, estudió en el colegio agrícola de Rendsburg. Vivió en la República Dominicana, donde trabajó en una plantación de azúcar estadounidense y adquirió profundo conocimiento de la cultura hispana. Conocimiento que compartió con su amigo de la infancia Otto Abez, quien años después sería embajador en la Francia ocupada por los alemanes.
Erich Gardemann fue consejero de legación junto a Eberl, Stille, Kempe Lazar y Likus. Hans Lazar dirigía la sección de prensa, siendo considerado la eminencia gris de la Embajada. Gozaba de buenas relaciones entre los diplomáticos españoles y los círculos periodísticos de Madrid.
Lazar era hombre de confianza de Stohrer mientras que Likus y Gardemann configuraban una especie de diplomacia paralela en contacto directo con la oficina de Ribbentrop.

## En España
Fue nombrado consejero de legación por el propio Ribbentrop en el verano de 1939, gracias a una conversación con Otto Abetz en la que le convenció de su idoneidad y de su pasión por la cultura hispánica. Abez habló a Ribbentrop de su amigo en América Central y éste envió una oferta a Gardemann para unirse a su departamento colonial. Su cometido en Madrid era observar la actividad de la diplomacia enemiga y evaluar la realidad política española, sobre todo la actividad de la Falange y de los monárquicos. La política exterior española parecía demasiado neutral a ojos del Tercer Reich. Hasta 1940 mantuvo buenas relaciones con Stohrer, momento en que comenzó a oponerse a su labor, derivando en una animadversión personal. Llegó a ser considerado como el verdadero embajador.
En 1940 se casó con la secretaria del agregado de prensa Lazar, Nina Purtscher, cuya familia mantenía lazos familiares con la élite europea. De hecho, la propia Nina regentaba una casa de citas de la alta aristocracia. Con el fin de ampliar la influencia cultural de Alemania en España gestionó la fundación en agosto de 1941 de la Asociación Hispano-Germana en Madrid. Tuvo su sede donde se encuentra actualmente la APM, en la calle Juan Bravo número 5 de Madrid.
El matrimonio vivía en una villa en el barrio de Chamartín a la que llamó “Encarnita Enea” Esta casa sería lugar de encuentro de falangistas opositores a Franco y nacionalsocialistas alemanes que buscaban sustituir al caudillo por alguien que pretendiera la entrada de España junto al bando alemán.
Gardemann contaba en un primer momento con la amistad de Serrano Suñer y trató frecuentemente con él de forma directa, algo que invadía la jurisdicción del embajador. Esa relación también se enfrió hasta el punto de pasar a ser hostilidad. El propio Serrano Suñer llegó a denominar a Erich como “cabeza de chorlito” Gardemann en sus memorias por haber sido alguien que tramó contra su propio embajador, contra el cuñado de Franco y contra el mismo Caudillo.
Hubo un asunto que generó un problema diplomático entre España y Alemania, ya desplegada la División Azul, durante el primer trimestre de 1942. El 2 de enero de ese mismo año, la diplomacia alemana en Madrid conoció las intenciones de Franco, quien pretendía una rotación regular de sus hombres, como ya hiciera la Legión Cóndor. Gardemann informó al embajador Stohrer de estas intenciones e indicó que, según había advertido el General Moscardó, afectaría a unos dos mil o dos mil quinientos hombres cada tres o cuatro meses. Sin embargo, una semana después, lo que llegó de Rafael Finat fue una petición de retirada temporal a retaguardia y que fuera reforzada con tropas alemanas de reserva. La negativa del Ejército alemán fue rotunda argumentando que era imposible sacar la División Azul de sus posiciones y que su situación era privilegiada al disponer de la ciudad de Novgorod para su acantonamiento. Finalmente, el 4 de marzo de 1942 se rechazó el pase a retaguardia, pero sí un relevo parcial de efectivos.
Ese mismo año se produjo otro momento delicado en el que participó Gardemann. Fue cuando se programó la visita de Arrese a Hitler, quien había aceptado recibir en Berlín a una Comisión española para tratar la cesión de armamento. La diplomacia paralela de la que era partícipe Gardemann aceleró este movimiento tras la caída de Serrano Suñer. Pensaban que era una ocasión única para que Arrese entrara en contacto con Muñoz Grandes, con idea de presionar a Franco, “desde fuera, por medio de la División Azul y, desde dentro, con la oposición de la Falange”.
Dos semanas después, el 26 de octubre de 1942, llegó la invitación oficial a la Embajada en Madrid. En un primer momento stohrer no receló de aquello, sin embargo, comenzaron a surgirle las dudas y, tras descubrir la actuación perpetrada a sus espaldas, hizo todo lo que estuvo en su mano para impedir el viaje advirtiendo que las tesis de Arrese chocaban con las del General Jordana y Franco y que el Ejército lo vería como una toma de partido por la Falange. Ribbentrop ordenó que tramitara la invitación sin demora y cesó de forma fulminante al embajador en Madrid. A las 4:40 horas del viernes 18 de diciembre de 1942, la Embajada recibió un telegrama en el que con fecha 16 cesaba a Stohrer. “En el marco de un traslado ordenado por el Führer en base a mi sugerencia”. Su sucesor sería von Moltke.
Finalmente, el viaje de Arrese fue considerado por Alemania como un fiasco. En él se mostró inseguro, desconfiado y obediente a Franco. El mismo día que Arrese abandonaba Alemania, Moltke presentó sus credenciales a Franco. Tras la entrega de las mismas Franco dejó claro al nuevo embajador que Alemania era considerada “amiga” por España, en tanto que Gran Bretaña, Estados Unidos y los bolcheviques eran los enemigos. También le dijo que a medida que avanzaba la guerra, la victoria se hacía “cada vez más insegura” y habría que ir pensando ya en la posibilidad de un cese de hostilidades.
En Berlín, Ribbentrop no culpó del fracaso del viaje de Arrese a Likus, Hoffmann y Gardemann y sí a la táctica dilatoria de Stohrer. A partir de ese momento Hitler y Ribbentrop asumieron la neutralidad bien intencionada de España en la guerra.

## Tras la Guerra
Finalizada la Segunda Guerra Mundial, la relación de Erich Gardemann con España no había acabado. En 1952 estuvo cerca de ser el Embajador de Alemania en Madrid. Entre los nombres que se barajaron entre la RFA y el gobierno español estuvo sobre la mesa el del propio Gardemann. Rápidamente fue descartado desde las altas instancias el régimen español por ser considerado como uno de los representantes de la NSDAP que más trataron de influir en la política interior española en sentido germanófilo.
En 1962 se le perdió la pista porque de su residencia en el elegante distrito Stadtwald de Bad Godersberg, la villa Axenfeldstrasse de Bonn, Alemania marchó a Brasil donde falleció en 1979.